# Kępno

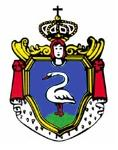
Stemă

Kępno este un oraș în Polonia.